# Fates
Fates è il primo album del giovane chitarrista canadese Erik Mongrain. Realizzato nel dicembre 2006, Fates contiene dieci canzoni, fra cui AirTap!, PercussienFa, I Am Not, Fusions e La Dernière Pluie. L'album è stato pubblicato dalla Prophase Music e prodotto da Serge Fiori.
Mongrain ha lavorato su questo album per oltre due anni, e ha reso disponibile sul suo sito le tracce. La registrazione su CD è stata realizzata e distribuita a partire dal giugno 2007. La copertina, presentante un alfiere degli scacchi, è stata disegnata da Yan Mongrain, fratello del chitarrista.

## Tracce
1. PercussienFa – 3:53
2. Fates – 4:59
3. La Dernière Pluie – 3:14
4. Fusions – 3:24
5. Géométrie D'une Erreur – 4:40
6. Mais Quand? – 4:41
7. AirTap! – 3:48
8. Confusion #8 – 3:27
9. Interprétations – 4:17
10. I Am Not – 5:29